# Las tres madres
Las tres madres (Italiano: Le tre madri) es una trilogía de películas de terror sobrenaturales dirigidas por Dario Argento. Se compone de Suspiria, Inferno y The Mother of Tears. Cada película trata sobre una de las «Madres», un triunvirato de brujas y satanistas antiguas y malvadas cuya poderosa magia les permite manipular los eventos mundiales a una escala global.
Durante el Festival Internacional de Cine de Toronto de 2007, Argento declaró que no había descartado la posibilidad de filmar una cuarta película sobre las Tres Madres. Su hija Asia «bromeó» para que un día pudiera haber una precuela.
La trama de las Tres Madres se explora en la película de 2018 de Luca Guadagnino del mismo nombre.

## Las tres madres
La historia de las Tres Madres comienza a principios del siglo XI, cuando tres hermanas crearon el arte pernicioso de brujería en la costa del Mar Negro. En los años que siguieron, vagaron por el mundo y acumularon gran riqueza y poder personal, dejando solo la muerte a su paso. Tanto Mater Suspiriorum como Tenebrarum han afirmado que las Madres son una personificación de la Muerte.
A fines del siglo XIX, las mujeres encargaron a E. Varelli, un arquitecto italiano con sede en Londres, diseñar y construir tres edificios señoriales. De estas casas encantadas, como bastiones, las Tres Madres «gobiernan el mundo». Según las memorias de Varelli, tituladas The Three Mothers por un colega anónimo, el arquitecto aprendió demasiado tarde de la naturaleza malvada de las mujeres. (Se sabe que al menos seis copias del libro han existido. Cuatro pueden haber sido destruidas al final de Inferno.) Las residencias que diseñó se corromperán tanto que, eventualmente, la tierra sobre la que fueron construidas se volverá pestilente.

### Mater Suspiriorum / Helena Markos
Mater Suspiriorum, la Madre de los suspiros, es la más antigua y sabia de las Tres Madres. Su nombre de pila es Helena Markos. Ella también es conocida como La reina negra. Lela Svasta, quien interpretó a Markos en Suspiria no fue acreditada. De acuerdo a Jessica Harper, «la bruja era un ex prostituta de noventa años que Darío había encontrado en las calles de Roma».
Markos, una emigrante griega, fue exiliada de muchos países europeos y había escrito varios libros sobre una variedad de temas arcanos. En 1895, fundó la Tanz Akademie («Academia de danza» en alemán), una escuela de danza y ciencias ocultas, en la Selva Negra en las afueras de Freiburg, Alemania. Los lugareños la temían, habiendo intuido que era una bruja. A medida que la riqueza de Markos creció, también creció la sospecha sobre su verdadera naturaleza. Para evitar este escrutinio no deseado, fingió su propia muerte en un incendio en 1905. Se dijo que el control de la academia, que se convirtió únicamente en una escuela de ballet, se otorgó a una pupila digna de Markos. En realidad, esta era la misma Markos. (Como el edificio original de Friburgo «Haus zum Walfisch» la Akademie lleva una placa que indica que Desiderius Erasmus una vez vivió allí.)
En Suspiria Markos es la directora cuya presencia está oculta por su aquelarre, encabezada por Madame Blanc (Joan Bennett). Una joven americana, Suzy Bannion (Jessica Harper), descubre las cámaras ocultas debajo de la escuela después de que varias alumnas son asesinadas por los representantes de Markos. La bruja anciana intenta usar su magia para matar a la chica, pero sus poderes — incluyendo los de invisibilidad, hechizos de ilusión, y telekinesis — son insuficientes debido a su estado debilitado. Bannion derrota a Markos apuñalándola en el cuello. La muerte de la bruja hace que los cimientos de su hogar y del aquelarre falle.
En The Mother of Tears se revela que ante los acontecimientos de Suspiria Elisa Mandy (Daria Nicolodi), una bruja blanca, buscó desafiar el poder maligno de Markos. Las dos lucharon en Friburgo, y Markos mató tanto a Elisa como a su marido. Sin embargo, Elisa fue capaz de debilitar a Suspiriorum en un estado similar al de la bruja visto en Suspiria. Según el padre Johannes (Udo Kier) En la tercera película, la batalla deja a Suspiriorum «un caparazón de su antigua yo». La hija de Elisa, Sarah, derrotaría más tarde a Mater Lachrymarum en Roma.

### Mater Tenebrarum
Mater Tenebrarum, la Madre de la oscuridad, es la más joven y cruel de las Tres Madres. Su verdadero nombre no es mencionado; su casa se encuentra en New York City y fue bautizado en 1910. El número de la casa es 49 y lleva una placa que indica que Georges Ivanovich Gurdjieff una vez residió allí.
En Inferno el personaje es retratado por Veronica Lazar. Ella se disfraza como la enfermera del profesor Arnold durante gran parte de la película. En el clímax, Mark Elliot (Leigh McCloskey) desciende a las entrañas de su casa para enfrentarla. Descubre que Arnold es, de hecho, el arquitecto Varelli, y esencialmente el esclavo de Tenebrarum. La sed de sangre de Tenebrarum finalmente sería su propia ruina, ya que una de sus víctimas, una doncella, fue inadvertidamente responsable de que la casa se incendiara en medio de su agonía. Cuando Elliot se encuentra con ella, Tenebrarum se lamenta crípticamente de que «Todo se va a quemar... justo como antes». Tenebrarum quizás se esté refiriendo al final de Suspiria, durante el cual Mater Suspiriorum muere, y su hogar finalmente se quema. Después de cerrar la habitación, ella se ríe sicóticamente, pronuncia un discurso ambiguo y desaparece. Sin embargo, su reflejo permanece en un espejo y estalla momentos más tarde como la Muerte. Elliot huye de la habitación rompiendo la puerta.

### Mater Lachrymarum
Mater Lachrymarum, la Madre de las lágrimas, es la más bella y poderosa de las Tres Madres. Como Tenebrarum, su verdadero nombre es desconocido. Inferno sugiere que su casa en Roma, Italia pueda estar ubicada cerca de Via Dei Bagni - la Biblioteca Filosófica de la Fundación Abertny - cuando Sara (Eleonora Giorgi) nota un extraño olor dulce en el aire. En The Mother of Tears, La casa de Lachrymarum se revela como el Palazzo Varelli.
En Inferno Lachrymarum intentó hechizar a Mark Elliot durante una conferencia de música en Roma. Según Argento, Ania Pieroni No volvió a repetir su papel de Lachrymarum en The Mother of Tears porque «¡ella ahora tiene cinco hijos!».
Lachrymarum es retratado por Moran Atias en The Mother of Tears. Después de la muerte de sus hermanas, la bruja ha estado hibernando, y se despierta cuando Sarah Mandy (Asia Argento) abre la urna en la que se encuentra su reliquia más poderosa, una túnica roja. Mientras sus secuaces causan estragos en la ciudad, Lachrymarum se esconde debajo de la tierra en las catacumbas de su Palazzo, recuperando su fuerza. Ella es derrotada cuando Sarah Mandy descubre su guarida subterránea y rompe y quema su túnica, causando el colapso del Palazzo. Lachrymarum muere cuando un ornamental obelisco de la parte superior del edificio se estrella contra la cámara ceremonial, empalándola.

## Miembros del elenco

### Suspiria(1977)
- Jessica Harper como Suzy Bannion
- Joan Bennett como Madame Blanc
- Stefania Casini como Sarah
- Alida Valli como la Srta. Tanner / Carol
- Udo Kier como el Prof. Frank Mandel
- Lela Svasta como Mater Suspiriorum / Helena Markos

### Inferno(1980)
- Irene Miracle como Rose Elliot
- Leigh McCloskey como Mark Elliot
- Daria Nicolodi como Elise Stallone Van Adler
- Veronica Lazar como Mater Tenebrarum / la enfermera
- Ania Pieroni como Mater Lachrymarum / la estudiante de música
- Eleonora Giorgi como Sara
- Feodor Chaliapin, Jr. como el Prof. Arnold/Dr. Varelli

### The Mother of Tears(2007)
- Daria Nicolodi como Elisa Mandy
- Asia Argento como Sara Mandy
- Moran Atias como Mater Lachrymarum
- Adam James como Michael
- Valeria Cavalli como Martha Colussi
- Udo Kier como el Padre Johannes